# Lilyana Natsir
Lilyana Natsir (ur. 9 września 1985 w Manado) – indonezyjska badmintonistka, złota i srebrna medalistka olimpijska, czterokrotna mistrzyni świata, srebrna medalistka igrzysk azjatyckich w 2014 roku, dwukrotna mistrzyni Azji, wielokrotna złota medalistka igrzysk Azji Południowo-Wschodniej, trzykrotnie brązowa medalistka mistrzostw świata juniorów oraz złota medalistka mistrzostw Azji juniorów.
Srebrna medalistka w grze mieszanej na igrzyskach w Pekinie, w Londynie odpadła w fazie grupowej. Podczas igrzysk w 2016 roku zdobyła złoty medal w grze mieszanej.

## Kariera
| Rok  | Zawody               | Miejsce        | Konkurencja                                               | Partner                 | Wynik       |
| ---- | -------------------- | -------------- | --------------------------------------------------------- | ----------------------- | ----------- |
| 2003 | Mistrzostwa świata   | Birmingham     | debel                                                     | Devi Sukma Wijaya       | 1/16 finału |
| 2004 | Mistrzostwa Azji     | Kuala Lumpur   | debel                                                     | Eny Erlangga            |             |
| 2005 | Mistrzostwa świata   | Anaheim        | mikst                                                     | Nova Widianto           | 1. miejsce  |
| 2006 | Mistrzostwa świata   | Madryt         | mikst                                                     | Nova Widianto           | 1/8 finału  |
| 2006 | Igrzyska azjatyckie  | Doha           | mikst                                                     | Nova Widianto           | Ćwierćfinał |
| 2007 | Mistrzostwa świata   | Kuala Lumpur   | mikst                                                     | Nova Widianto           | 1. miejsce  |
| 2008 | Mistrzostwa Azji     | Johor Bahru    | debel                                                     | Vita Marissa            | 3. miejsce  |
| 2008 | Mistrzostwa Azji     | Johor Bahru    | mikst                                                     | Nova Widianto           | 2. miejsce  |
| 2008 | Igrzyska olimpijskie | Pekin          | debel                                                     | Vita Marissa            | 1/8 finału  |
| 2008 | Igrzyska olimpijskie | Pekin          | Badminton na Letnich Igrzyskach Olimpijskich 2008 – mikst | Nova Widianto           | 2. miejsce  |
| 2009 | Mistrzostwa świata   | Hajdarabad     | mikst                                                     | Nova Widianto           | 2. miejsce  |
| 2010 | Mistrzostwa Azji     | Nowe Delhi     | mikst                                                     | Devin Lahardi Fitriawan | 3. miejsce  |
| 2010 | Mistrzostwa świata   | Paryż          | mikst                                                     | Nova Widianto           | Ćwierćfinał |
| 2010 | Igrzyska azjatyckie  | Kanton         | mikst                                                     | Tontowi Ahmad           | 1/8 finału  |
| 2011 | Mistrzostwa świata   | Londyn         | mikst                                                     | Tontowi Ahmad           | 3. miejsce  |
| 2012 | Igrzyska olimpijskie | Londyn         | mikst                                                     | Tontowi Ahmad           | 4. miejsce  |
| 2013 | Mistrzostwa świata   | Kanton         | mikst                                                     | Tontowi Ahmad           | 1. miejsce  |
| 2014 | Igrzyska azjatyckie  | Inczon         | mikst                                                     | Tontowi Ahmad           | 2. miejsce  |
| 2015 | Mistrzostwa Azji     | Wuhan          | mikst                                                     | Tontowi Ahmad           | 1. miejsce  |
| 2015 | Mistrzostwa świata   | Dżakarta       | mikst                                                     | Tontowi Ahmad           | 3. miejsce  |
| 2016 | Mistrzostwa Azji     | Wuhan          | mikst                                                     | Tontowi Ahmad           | 2. miejsce  |
| 2016 | Igrzyska olimpijskie | Rio de Janeiro | mikst                                                     | Tontowi Ahmad           | 1. miejsce  |
| 2017 | Mistrzostwa świata   | Glasgow        | mikst                                                     | Tontowi Ahmad           | 1. miejsce  |
| 2018 | Mistrzostwa Azji     | Wuhan          | mikst                                                     | Tontowi Ahmad           | 2. miejsce  |

## Występy w igrzyskach olimpijskich
| Runda               | Partner             | Przeciwnik                               | Wynik               | Osiągnięcie         |
| Gra podwójna kobiet | Gra podwójna kobiet | Gra podwójna kobiet                      | Gra podwójna kobiet | Gra podwójna kobiet |
| ------------------- | ------------------- | ---------------------------------------- | ------------------- | ------------------- |
| 1. runda            | Vita Marissa        | Yang Wei Zhang Jiewen                    | 19–21, 15–21        | 1. runda            |
| Gra mieszana        |                     |                                          |                     |                     |
| 1. runda            | Nova Widianto       | Han Sang-hoon Hwang Yu-mi                | 23–21, 21–19        | 2. miejsce          |
| Ćwierćfinał         | Nova Widianto       | Sudket Prapakamol Saralee Thoungthongkam | 23–13, 21–19        | 2. miejsce          |
| Półfinał            | Nova Widianto       | He Hanbin Yu Yang                        | 15–21, 21–11, 23–21 | 2. miejsce          |
| Finał               | Nova Widianto       | Lee Yong-dae Lee Hyo-jung                | 11–21, 17–21        | 2. miejsce          |

| Runda             | Partner       | Przeciwnik                          | Wynik               | Osiągnięcie  |
| Gra mieszana      | Gra mieszana  | Gra mieszana                        | Gra mieszana        | Gra mieszana |
| ----------------- | ------------- | ----------------------------------- | ------------------- | ------------ |
| Faza grupowa      | Tontowi Ahmad | Valiyaveetil Diju Jwala Gutta       | 21–16, 21–12        | 4. miejsce   |
| Faza grupowa      | Tontowi Ahmad | Lee Yong-dae Ha Jung-eun            | 21–19, 21–12        | 4. miejsce   |
| Faza grupowa      | Tontowi Ahmad | Thomas Laybourn Kamilla Rytter Juhl | 24–22, 21–16        | 4. miejsce   |
| Ćwierćfinał       | Tontowi Ahmad | Michael Fuchs Birgit Michels        | 21–15, 21–9         | 4. miejsce   |
| Półfinał          | Tontowi Ahmad | Xu Chen Ma Jin                      | 23–21, 18–21, 13–21 | 4. miejsce   |
| Mecz o 3. miejsce | Tontowi Ahmad | Joachim Fischer Christinna Pedersen | 12–21, 12–21        | 4. miejsce   |

| Runda        | Partner       | Przeciwnik                      | Wynik        | Osiągnięcie  |
| Gra mieszana | Gra mieszana  | Gra mieszana                    | Gra mieszana | Gra mieszana |
| ------------ | ------------- | ------------------------------- | ------------ | ------------ |
| Faza grupowa | Tontowi Ahmad | Robin Middleton Leanne Choo     | 21–7, 21–8   | 1. miejsce   |
| Faza grupowa | Tontowi Ahmad | Bodin Issara Savitree Amitrapai | 21–11, 21–13 | 1. miejsce   |
| Faza grupowa | Tontowi Ahmad | Chan Peng Soon Goh Liu Ying     | 21–15, 21–11 | 1. miejsce   |
| Ćwierćfinał  | Tontowi Ahmad | Praveen Jordan Debby Susanto    | 21–16, 21–11 | 1. miejsce   |
| Półfinał     | Tontowi Ahmad | Zhang Nan Zhao Yunlei           | 21–16, 21–15 | 1. miejsce   |
| Finał        | Tontowi Ahmad | Chan Peng Soon Goh Liu Ying     | 21–14, 21–12 | 1. miejsce   |